# أحمد حسين عيدان
أحمد حسين عيدان (من مواليد 1 يوليو 1977) هو لاعب خط وسط عراقي لكرة القدم لعب للعراق في كأس آسيا 2000. كما لعب مع الزوراء.
لعب للمنتخب العراقي بين عامي 1997 و2000.

## روابط خارجية
- أحمد حسين عيدان على فرق كرة القدم الوطنية.كوم
- نجوم في الذاكرة